# Живокость сетчатоплодная
Жи́вокость сетчатопло́дная,  шпо́рник синева́тый (лат. Delphínium dictyocárpum) — многолетнее травянистое растение; вид рода Живокость (Delphinium) семейства Лютиковые (Ranunculaceae), высотой от 60 см до 1 м (иногда до 2 м). Растение ядовито из-за содержащихся в нём алкалоидов.
Видовое название образовано от др.-греч. δίκτυον — сеть и καρπός — плод.

## Ареал
Растение распространено от Южного Урала, по югу Западной Сибири, Северному, Центральному и Восточному Казахстану до горных районов Алтая.
Растение светолюбивое, произрастает на опушках и среди кустарника, обычно рассеянно, но может образовать заросли. Встречается на сухих лугах, склонах, предпочитает плодородные чернозёмные почвы, но в горных районах встречается и на каменистых участках. В горах растёт на высотах 1400-2000 метров над уровнем моря в лесном и степном поясах, в долинах.

## Ботаническое описание
Корневище мощное, с большим количеством корней.
Стебель прямостоящий, большей частью голый, в нижней части негусто покрыт волосками, к вершине ветвистый, заканчивается кистевидными соцветиями. Длина соцветий до 40 см.
Цветки неправильные около 3 см в окружности, сине-фиолетового цвета с простым венчиковидным околоцветником. Цветок имеет шпорец — длинный и вытянутый назад придаток верхнего чашелистика. Шпорец прямой и толстый. Чашечка цветка состоит из пяти лепестковидных снаружи голых листочков. Две из множества тычинок превращены в стаминодии. Пестиков от трёх до пяти. Чашелистики тёмно-синие, нектарники и стаминодии голубые или беловатые. Цветение происходит в июне — августе.
Листья тёмно-зелёные очерёдные, длиной 5—10 см, шириной 6—13 см, голые или с редкими волосками. В очертании пальчато-рассечённые на пять—семь глубоко надрезанных ромбических долей.
Плод длиной около 1 см состоит из трёх многосемянных голых реснитчатых по швам листовок. Созревают плоды в августе - октябре. Семена гладкие, почти трёхгранные, по рёбрам плёнчатокрылатые, длиной 2—2,5 мм и шириной 1,5—2 мм.

## Химический состав
В растении содержится более десятка алкалоидов, общее содержание которых в корнях составляет около 1 %, надземные части содержат несколько меньше. Основной алкалоид метилликаконитин, в сухой траве растения его должно содержаться не менее 0,3%. Ещё в составе растения имеется заметное количество алкалоида кондельфина, и некоторое количество других алкалоидов: эльделин, диктйокарпин, эльделидин.

## Токсикология
Растение очень ядовито. Входящие в состав растения дитерпеновые алкалоиды вызывают расслабление скелетной мускулатуры. При больших дозах может возникнуть паралич отдельных групп мышц и обездвиживание, поражение желудочно-кишечного тракта и сердечно-сосудистой системы.
Лечение, как при отравлении Аконитом, промывание желудка, танин, слабительное. В зависимости от состояния могут применяться возбуждающие или сердечные средства.

## Использование
Живокость сетчатоплодная — фармакопейное лекарственное растение. В качестве лекарственного сырья используется трава живокости сетчатоплодной (лат. Herba Delphinii dictyocarpi) в фазе бутонизации и начала цветения. 
Стебли срезают или скашивают с последующей просушкой на открытом воздухе под навесами или в сушилках. Сырьё используется для получения алкалоида метилликаконитин и медицинского препарата «Мелликтин» (йодгидрат метилликаконитина), обладающего курареподобным действием и применяемого как средство, расслабляющее мускулатуру.
Другой близкий по фармакологическим свойствам к метилликаконитину алкалоид элатин до недавнего времени получали из надземной части близкородственного растения живокости высокой (Delphinium elatum), а алкалоид кондельфин — из живокости спутанной (Delphinium confusum).